# Radio Kalaritana
Radio Kalaritana è un'emittente radiofonica regionale italiana, radio ufficiale dell'Arcidiocesi di Cagliari, fondata nel 1993. Attualmente ha sede presso il Seminario arcivescovile, dove condivideva la redazione con il periodico diocesano Il Portico, chiuso nel 2024. La sua editrice è la Fondazione "Kalaritana Media".
Fa parte del circuito radiofonico nazionale InBlu della Conferenza Episcopale Italiana insieme ad Avvenire.

## Programmi
- Lampada ai miei passi: commento al Vangelo quotidiano;
- Kalaritana Ecclesia: notizie della chiesa diocesana;
- Kalaritana Notizie: giornale radio regionale;
- Zoom Sardegna: approfondimento sull'attualità regionale;
- Sotto Il Portico: anticipazioni dal giornale diocesano.

Oltre ai programmi In Blu, vengono anche trasmesse le registrazioni della Liturgia delle Ore (Lodi, Vespri e Compieta), nonché l'Angelus domenicale.

## Direttori
- Antonio Serra (1993-2005)
- Francesco Mariani (2005-2012)
- Giulio Madeddu (2012-2024)
- Maria Luisa Secchi (2024-)